# 析津志
《析津志》，又名《析津志典》，《燕京志》，凡34册，元人熊夢祥撰，是析津（今北京市）最早的地方志書。
注： 南北朝時，北周學者陽休之曾編撰《 幽州人物志》一書，幽州就是今天的北京地區，可惜此書早巳亡佚.
析津即元大都（今北京市），又稱燕京、幽陵、幽都、幽州。析津本古冀州之地，後來成为辽的属地，辽時又叫作南京析津府，名稱來自於“以燕分野旅寅为析木之津”。
熊夢祥任官崇文监期间，有機會閱讀大量内府藏书，於是在今門頭溝的齋堂寫成《析津志》。《析津志》詳細地記述元代都城大都（北京）的情況，对析津的城池、坊巷、官署、庙宇、人物、风俗、学校等都有详细的记载。此書久佚。明朝楊士奇在《文淵閣書目》著錄為《析津志典》。
朱彝尊从《永乐大典》中辑出许多《析津志》的文字，寫成《日下旧闻考》一書。光緒年間繆荃孫纂修《順天府誌》時，從《永樂大典》中，整理出《析津志》遺文。1982年，北京图书馆善本组又接續整理《析津志》，近10萬字，僅約原本的一半，編為《析津志輯佚》一書，前後经历了百余年。